# نامیبیا در المپیک تابستانی ۲۰۲۴
کاروان المپیکی نامیبیا، یکی از کاروان‌های شرکت‌کننده در بازی‌های المپیک تابستانی ۲۰۲۴ بود. این دوره از بازی‌ها از ۲۶ ژوئیه تا ۱۱ اوت ۲۰۲۴ (۵ تا ۲۱ امرداد ۱۴۰۳ خورشیدی) به میزبانی پاریس، پایتخت فرانسه برگزار شد. این حضور، نوزدهمین حضور کاروان نامیبیا در المپیک پس از نخستین حضور در المپیک ۱۹۹۲ بود.
نامیبیا در این دوره، کوچکترین کاروان ارسالی خود را به المپیک اعزام کرد و برخلاف دوره پیش، نتوانست هیچ مدالی کسب کند.

## شرکت‌کنندگان
فهرست زیر به ورزشکاران این کاروان اشاره دارد.
| ورزش        | مردان | زنان | مجموع |
| ----------- | ----- | ---- | ----- |
| دو و میدانی | ۰     | ۱    | ۱     |
| دوچرخه‌سواری | ۱     | ۱    | ۲     |
| شنا         | ۱     | ۰    | ۱     |
| مجموع       | ۲     | ۲    | ۴     |